# Eukelade (měsíc)
Eukelade (IPA: /jʊkɛlədi/ ew-KEL-ə-dee, řecky Ευκελαδη) nebo též Jupiter XLVII, je retrográdní přirozený satelit Jupiteru. Byl objeven v roce 2003 skupinou astronomů z Havajské univerzity vedených Scottem S. Sheppardem a dostal prozatímní označení S/2003 J 1, platné do března 2005, kdy byl definitivně pojmenován.
Eukelade má v průměru asi ~4 km, jeho průměrná vzdálenost od Jupitera je 23,484 Mm, obletí jej každých 735,2 dnů, s inklinací 164° k ekliptice (165° k Jupiterovu rovníku) a excentricitou 0,2829. Eukelade patří do rodiny Carme.